# アグネスと彼の兄弟
『 アグネスと彼の兄弟 』（ 独: Agnes und seine Brüder、英: Agnes and His Brothers）は、2004年に製作されたドイツ映画。オスカー・レーラー監督作品。
2004年、第61回ヴェネツィア国際映画祭オリゾンティ部門出品作品。
日本では、ドイツ映画祭2005にて上映された。（6月5日、7日）

## キャスト
- アグネス・チルナー - マルティン・ヴァイス（ドイツ語版）： 末っ子三男。トランスジェンダーのショーダンサー。
- ハンス＝ヨルク・チルナー - モーリッツ・ブライプトロイ： 次男。図書館司書。覗きの性癖が発覚。
- ヴェルナー・チルナー - ヘルベルト・クナウプ（ドイツ語版）： 長男。政治家。仕事一筋で妻子が家出。
- ジグネ - カッチャ・リーマン
- ラルフ - トム・シリング（ドイツ語版）
- ギュンター・チルナー - ヴァディム・グロウナ（ドイツ語版）
- ロクシー - マルギット・カルステンセン（ドイツ語版）
- ナディーン - マリー・ツィルケ（ドイツ語版）
- デジレー - スーザン・アンベー（ドイツ語版）

## 評価
レビュー・アグリゲーターのRotten Tomatoesでは20件のレビューで支持率は40%、平均点は5.10/10となった。